# Кремпа (Пясечинський повіт)
Кремпа (пол. Krępa) — село в Польщі, у гміні Пражмув Пясечинського повіту Мазовецького воєводства.
Населення — 259 осіб (2011).
У 1975-1998 роках село належало до Варшавського воєводства.

## Демографія
Демографічна структура станом на 31 березня 2011 року:
|          | Загалом | Допрацездатний вік | Працездатний вік | Постпрацездатний вік |
| -------- | ------- | ------------------ | ---------------- | -------------------- |
| Чоловіки | 124     | 27                 | 88               | 9                    |
| Жінки    | 135     | 37                 | 77               | 21                   |
| Разом    | 259     | 64                 | 165              | 30                   |